# Гордієвський Олег Антонович
Олег Антонович Гордієвський (рос. Гордиевский Олег Антонович; 10 жовтня 1938, м. Москва — 4 березня 2025) — полковник першого головного управління КДБ СРСР (розвідка). Він був найважливішим агентом Заходу (кличка «OVATION») в СРСР з 1974 по 1985 рр., коли працював на британську розвідку. За служіння безпеці Сполученого Королівства одержав Орден Святого Михайла і Святого Георгія від королеви Великої Британії Єлизавети Другої в 2007 році.

## Біографія
1962 р. закінчив Московський державний інститут міжнародних відносин і вступив на службу в КДБ.
Від 1966 до 1970 Олег Гордієвський під прикриттям співробітника консульського відділу посольства СРСР у Данії служив офіцером розвідки КДБ. За його словами, остаточно розчарувався у ролі, яку СРСР грав у світі, після військового придушення Празької весни 1968 р., незабаром після чого привернув до себе увагу британської розвідки в Данії.
Від 1970 до 1972 Олег Гордієвський служив у Москві в центральному апараті розвідувального управління КДБ.
1972 Олега Гордієвського знову направили в Копенгаген. У 1973 він став заступником резидента КДБ в Данії, а в 1976 зайняв пост резидента.
Від 1978 до 1982 Олег Гордієвський служив у Москві в центральному апараті розвідувального управління КДБ.
1982 Олег Гордієвський отримав призначення в посольство СРСР у Великій Британії. З січня 1985 р. Гордієвський виконував обов'язки резидента зовнішньої розвідки КДБ в Лондоні.
1985 Олег Гордієвський потрапив під підозру КДБ. Під приводом підвищення його викликали в Москву, відвезли в заміський будинок КДБ, де, за його словами, його напоїли психотропним наркотиком і допитували близько п'яти годин. З якихось причин керівництво КДБ не заарештувало Гордієвського відразу, а залишило його під домашнім арештом, з-під якого йому вдалося втекти, попередньо давши сигнал офіцеру британської спецслужби в посольстві в Москві. 20 липня 1985 року Гордієвський зумів перехитрити стеження КДБ і з допомогою британської розвідки втік з СРСР. Він проїхав до кордону з Фінляндією, де його підібрали британські дипломати і провезли через радянські прикордонні КПП в багажнику дипломатичної машини. Загубивши його, КДБ поширив історію, що він нібито був вивезений прямо з Москви.
Після втечі ним було розкрито радянських шпигунів, що діяли під дипломатичним прикриттям у Великій Британії. Тоді Британія за згодою Маргарет Тетчер почала операцію "Гетьман" для порятунку родини Гордієвського. Надсилати листи було небезпечно, тож вони передали ультиматум через одного зі шпигунів КДБ. В ультиматумі вони вимагали відпустити родину Гордієвських і тоді усіх шпигунів виженуть поступово. В іншому разі їх виженуть за 3 тижні і СРСР втратить репутацію і довіру. КДБ відмовив. Тому спочатку Британією було вислано 25 дипломатів, у відповідь СРСР вислав 25 британських громадян, в тому числі — журналістів. У відповідь уряд Маргарет Тетчер вислав іще шістьох дипломатів, СРСР відповів висилкою такої ж кількості британців. Наступного разу настільки ж масова висилка шпигунів-дипломатів сталась у березні 2018 року у відповідь на застосування російської хімічної зброї у Великій Британії.
14 листопада 1985 р. заочно засуджений «за зраду Батьківщині» до смертної кари з конфіскацією майна. Вирок до вищої міри покарання не був скасований і після розпаду СРСР. Конфіскація майна скасована в 1989 р. за наполяганням дружини Гордієвського Лейли (до шлюбу Алієвої), яку заручницею тримали в СРСР разом з двома дочками. Сім'я виїхала з країни тільки через шість років після розвалу СРСР.
Написав декілька книг про операції, внутрішню структуру та методи КДБ, а також про терористичну і підривну діяльність радянського керівництва у світі. Мемуари «Наступна зупинка — розстріл» перекладені на російську мову і видані в РФ.
Гордієвському приписується ключовий внесок у запобіганні ядерного удару в критичний період «холодної війни». У 1983 р., під час проведення НАТО навчань «Able Archer 83», дізнавшись від Гордієвського про паніку в радянському керівництві у зв'язку з тим, що під виглядом навчання Захід готується до ядерного удару по СРСР, Велика Британія і США змогли так поміняти параметри навчання, що заспокоїли СРСР. Президент Рейган навіть на деякий час несподівано покинув Вашингтон.
Гордієвський — відомий критик Московського Кремля, особливо після приходу співробітників КДБ до влади в РФ після відставки президента Єльцина. Був близьким другом Олександра Литвиненка в Англії. Досить часто дає інтерв'ю і коментарі про російську зовнішню і внутрішню політику, діяльність російських спецслужб.

## Публікації
- KGB: by Christopher Andrew & Oleg Gordievsky (Hardcover — 1 Jan 1990)
- The KGB by Christopher Andrew and Oleg Gordievsky (Hardcover — 31 Dec 1990)
- KGB: The Inside Story by Christopher Andrew and Oleg Gordievsky (Paperback — Oct 1991)
- KGB.: The Inside Story by Christopher M. Andrew and Oleg Gordievsky (Paperback — 7 Nov 1991)
- KGB: Razvedyvatelnye operatsii ot Lenina do Gorbacheva (Sekretnaia papka) by Oleg Gordievsky (Unknown Binding — 1999)
- Кристофер Эндрю, Олег Гордиевский. КГБ. История внешнеполитических операций от Ленина до Горбачёва
- Instructions from the Centre: by Christopher Andrew & Oleg Gordievsky (Hardcover — 1 Jan 1975)
- Instructions from the Centre: Top Secret Files on KGB Foreign Operations, 1975-85 by Christopher M. Andrew and Oleg Gordievsky (Hardcover — 7 Nov 1991)
- Instructions from The Centre: Top Secret Files on KGB Foreign Operations 1975—1985 (1991) (published in the USA as: Comrade Kryuchkov's Instructions) (with Oleg Gordievsky)
- Instructions from the Centre: Top Secret Files on KGB Foreign Operations, 1975-85 by Christopher M. * Andrew and Oleg Gordievsky (Paperback — 5 Aug 1993)
- Comrade Kryuchkov's Instructions: Top Secret Files on KGB Foreign Operations, 1975—1985 by Christopher M. Andrew and Oleg Gordievsky (Hardcover — Oct 1993)
- Comrade Kryuchkov's Instructions: Top Secret Files on KGB Foreign Operations, 1975—1985 by Christopher Andrew and Oleg Gordievsky (Paperback — 31 May 1994)
- More Instructions from the Centre: Top Secret Files on KGB Global Operations, 1975-85 by Christopher M. Andrew and Oleg Gordievsky (Hardcover — 30 April 1992)
- More Instructions from The Centre: Top Secret Files on KGB Global Operations 1975—1985 (1992) (with Oleg Gordievsky)
- Next Stop Execution by Oleg Gordievsky (Hardcover — 24 Mar 1995)
- Next Stop Execution by Oleg Gordievsky (Paperback — 13 Sep 1996)
- Spycraft Manual: The Insider's Guide to Espionage Techniques, by Barry Davies, Oleg Gordievsky, and Richard Tomlinson (Library Binding — Aug 2005)
- The Spycraft Manual: The Insider's Guide to Espionage Techniques, by Barry Davies, Oleg Gordievsky, and Richard Tomlinson (Paperback — 15 Aug 2005)